# Олаф Клеменсен
Олаф Клеменсен (справжнє ім'я Олександр Клименко) (нар. 5 липня 1976, Київ) — український прозаїк, поет, художник, мистецтвознавець.

## Життєпис
Народився 05 липня 1976 р. в Києві. У 1998 р. закінчив Національну академію образотворчого мистецтва і архітектури, 2002 — аспірантуру Інституту мистецтвознавства, фольклористики та етнології ім. М. Рильського НАН України. Викладав у Київському державному інституті декоративно-прикладного мистецтва і дизайну ім. М. Бойчука, на Вищих гуманітарних богословських курсах (Київ).
Працює в галузі станкового та монументального живопису. Учасник виставок в Україні та за кордоном, організатор близько 50 літературно-мистецьких акцій та перформансів.
Автор вступної статті до альбому «Ювелірне мистецтво України» (К., 2000), низки мистецтвознавчих статей.
В 2015 р. у видавництві «Люта справа» вийшла книга Олафа Клеменсена «ЛІТО-АТО» (320 с.).
Його твори увійшли до численних антологій («М'якуш, або антологія смакової поезії», «Квіткова антологія», «Ангели, дерева, люди», «Wschód — Zachód. Wiersze z Ukrainy i dla Ukrainy», «Przewodnik po zaminowanym terenie — HELIKOPTER — antologia tekstów z lat 2011—2015», «Порода»), альманахів («Соты») та журналів («Курє'р Кривбасу», «Однокласник».
Деякі твори перекладено польською мовою.